# Elektromos töltés
Az elektromos töltés néhány elemi részecske alapvető megmaradó tulajdonsága, amely meghatározza, hogy milyen mértékben vesz részt az elektromágneses kölcsönhatásban, ami egyike az alapvető kölcsönhatásoknak. Az elektromosan töltött anyag elektromágneses teret hoz létre, és a külső elektromágneses tér befolyásolja a mozgását.

## Áttekintés
Az elektromos töltés kvantált, azaz minden test töltése egy legkisebb töltés, az ún. elemi töltés többszöröse. A kvarkok feltételezéséig úgy tűnt, hogy a természetben előforduló töltések között ez a legkisebb egység az elektron töltésnek nagyságával egyezik meg. Az elemi töltés nagyságát egységnek véve az elektron töltése -1. A többi közvetlenül megfigyelhető részecske ezzel a konvencióval élve egész számnak adódik. A kvarkok és antikvarkok töltése azonban 1/3, 2/3 vagy ezek -1-szerese lehet. Az elektromos töltések diszkrét (kvantált) voltát Millikan kísérlete demonstrálta először.
Az azonos előjelű töltések taszítják, az ellentétesek vonzzák egymást.
A makroszkopikus testek töltése a benne levő részecskék töltésének összege, mivel a pozitív és negatív töltések semlegesítik egymást, az eredő töltés gyakran nulla. Ha az összeg nem nulla, azt gyakran sztatikus elektromosságnak hívjuk. A töltések eloszlása az anyagban lehet egyenletes, ilyenkor az eredő töltés mindenhol lokálisan is nulla, és lehet egyenlőtlen, ha a különböző előjelű töltések más-más helyen vannak többségben. Ilyenkor töltéspolarizációról beszélünk. Az elektromos töltések mozgását elektromos áramnak hívjuk.

## Az elektromos töltés fogalmának kialakulása
Milétoszi Thalész az i. e. 6. században leírta, hogy elektromosság kelthető számos anyagnak, például borostyánnak szőrmével való megdörzsölésével. A görögök észrevették, hogy a töltött borostyángombok magukhoz vonzanak könnyű anyagokat, mint a szőrszálakat. Azt is megfigyelték, hogy elég hosszú ideig tartó dörzsöléssel szikrát is tudnak pattintani. Ez a triboelektromos jelenség vagy elektrosztatikus feltöltődés eredménye.
Hosszú szünet után 1600-ban az angol William Gilbert kezdett ezzel a jelenséggel foglalkozni, a De Magnete c. munkájában használta a görög ηλεκτρον (elektron, „borostyán”) szóból eredeztethető modern latin electricus szót, ami hamarosan az angol „electric, electricity” szavak megszületéséhez vezetett. 1660-ban Otto von Guericke feltalálta az elektrosztatikus generátort. 1675-ben Robert Boyle kijelentette, hogy az elektromos vonzás és taszítás vákuumon keresztül is hat. Stephen Grey 1729-ben osztályozta az anyagokat, mint vezetőket és szigetelőket. Charles François de Cisternay du Fay 1733-ban észrevette, hogy az elektromosságnak két fajtája van, amik kioltják egymást. A pozitív és negatív töltések létét folyadékmodellben képzelte, ezért elméletét „kétfolyadék-elméletnek” nevezte. Akkori szóhasználattal élve, Du Fay megfogalmazása szerint, az üveget selyemmel dörzsölve, az üveg „üveges” elektromossággal töltődik, és a borostyánt pedig szőrmével dörzsölve, a borostyán „gyantás” elektromossággal töltődik.
A 18. században Benjamin Franklin volt az elektromosság egyik legjobb szakértője, aki az „egyfolyadék-elmélet” mellett érvelt. Franklin olyan folyadéknak képzelte az elektromosságot, ami minden anyagban jelen van, mint a gáz a leideni palackban. Úgy gondolta, hogy a szigetelő felületek összedörzsölése ezt a folyadékot helyváltoztatásra kényszeríti és a folyadék áramlása elektromos áramot hoz létre, ha egy anyagban túl kevés a folyadék, akkor a töltése negatív, ha pedig túl sok, akkor pozitív. Önkényesen vagy fel nem jegyzett okból a „pozitív” kifejezést az „üveges” elektromossággal, a „negatívot” pedig a „gyantás” elektromossággal azonosította. William Watson nagyjából ugyanebben az időben ugyanerre a magyarázatra jutott.
Bár nagyon leegyszerűsítve, de a Franklin–Watson-modell közel van a mai felfogásunkhoz. Az anyag sokféle töltött részecskéből áll, zömében a pozitív töltésű protonból és a negatív töltésű elektronból. Egyféle elektromos áram helyett sokféle van: elektronok árama, „elektronlyukak” árama, amelyek pozitív „részecskeként” viselkednek, vagy elektrolitikus oldatokban mind negatív, mind pozitív ionok ellentétes irányú árama. Az elektromos áram irányát azonban – Franklin konvencióját követve – ma is a pozitív töltések áramlásának irányával definiáljuk. Ez a megegyezés egyértelművé teszi az összefüggésekben, számolásokban az előjeleket, annak ellenére, hogy természetesen az egyes vezetőkben (elektrolitokban, félvezetőkben, plazmában akár két- vagy többféle elektromos töltés áramlik ellentétes irányban. De nem szabad megfeledkezni arról sem, hogy az elektronok tényleges áramlásának iránya a fémekben – ami a tipikus áramvezetés esete – éppen ellentétes az így definiált áramiránnyal.

## Elektromos töltésszám a részecskefizikában
A részecskefizikában általában a töltést az elemi töltés többszörösében mérjük, így az egy mértékegység nélküli szám, „töltésszám” jele Q. Eszerint az elektron töltése ‒1, a protoné +1. A kvarkoknak csak tört töltésük van, melyek vagy ‒1/3 vagy +2/3, ezek viszont egész töltésű hadronokba vannak „bezárva”. Egy-egy részecskéhez tartozó  antirészecskének azonos nagyságú, de ellentétes előjelű elektromos töltése van. Az eddig megfigyelt részecskék töltése −1, 0, +1 vagy +2.
A részecskefizikában az elektromos töltés megmaradása egy lokális belső U(1)-szimmetria következménye, amelyből az elektromágnesség mértéktérelmélet leírása, a kvantum-elektrodinamika származtatható.

## Töltés az elektrotechnikában
A töltés jele: Q, SI mértékegysége a coulomb, jele C (Charles Augustin de Coulomb francia fizikus tiszteletére). A coulomb a definíciója alapján megegyezik az amper és a másodperc szorzatával, azaz
1 C = 1 A·s
Eszerint: ha a vezetőben egy amper erősségű áram folyik, akkor a vezető valamely keresztmetszetén egy másodperc alatt átáramló töltésmennyiség egy coulomb. A coulomb az elemi töltés 6,24·1018-szorosa. 
A töltésmennyiség további mértékegysége az A·h (amperóra).Mivel egy óra 3600 másodperc, így egy amperes áramerősségnél az egy óra alatt átáramló töltés 3600 C, tehát
1 A·h = 3600 C